# Шестаков, Виктор Иванович
Виктор Иванович Шестаков (1907—1987) — советский логик и теоретик-электротехник, который в середине 1930-х гг. предложил интерпретацию логики булевой алгебры на релейно-контактных схемах.

## Биография
Окончил Московский государственный университет в 1934 году и там же работал всю жизнь на физическом факультете.
В. И. Шестаков высказал идею и сформулировал теорию релейно-контактных схем в 1934—35 годах (по свидетельству С. А. Яновской, Гаазе-Рапопорта, Добрушина, Лупанова, Гастева, Медведева, Успенского), раньше Шеннона, хотя диссертации (соответственно, кандидатскую и магистерскую) оба защитили в 1938 году, а В. И. Шестаков опубликовал статьи, излагавшие его идею, только в 1941 г.
В начале XX века релейно-контактные схемы начинают всё шире и шире применяться в системах автоматики, защиты электротехнических систем, в связи. Каждая релейно-контактная схема, предназначенная для практических целей, являлась отдельным изобретением, поскольку не имелось общей теоретической концепции и принципа соответствующего моделирования. Заслуга В. И. Шестакова состоит в том, что он (и чуть позже К. Шеннон) предложил такую концепцию логического моделирования. Катализатором создания такой концепции явились всё возрастающие запросы технического применения, рост сложности технических устройств. Простые технические устройства (электрические сети) не требовали особого теоретического аппарата; последний становился необходимым при конструировании сложных электрических сетей.
Эта идея была связана с проблемой синтеза управляющих систем. Техническая сторона этой проблемы (конструирование тех или иных устройств) требовала серьёзных математических оснований. Этой математической стороне проблемы собственно и посвятил свои работы В. И. Шестаков.
В. И. Шестаков открыл логико-алгебраическую модель электрических двухполюсников (позже и трёх- и четырёхполюсников) с последовательно-параллельными соединениями двухполюсных схемных элементов (резисторов, конденсаторов, катушек индуктивности и др.), сопротивления которых могут принимать любые положительные значения на оси действительных чисел и которая на двухэлементном множестве {0, бесконечность} вырождается в двузначную булеву алгебру логики.
Шестаков, таким образом, является первооткрывателем континуальной логики и её применения (а, следовательно, и булевой алгебры логики) в электротехнике, на языке которой могут быть представлены (смоделированы) неэлектрические объекты любой физической природы. В указанном смысле он является первооткрывателем применения логики в самых различных областях техники. Он также является первооткрывателем совмещённых континуальных логико-алгебраических (параметрических) и топологических (структурных, схемных) моделей. Им предприняты оригинальные попытки сравнения логических систем и разработки принципиальных основ действия «счётных вычислительных машин».

## Труды
В. И. Шестаков является автором не менее чем 41 научного труда, включая а/c на изобретение (№ 35435 от 31.03.1934 г.) Подробный список приведён в статье В. И. Левина.
- Шестаков В. И. Алгебра двухполюсных схем, построенных исключительно из двухполюсников (алгебра А-схем) // Автоматика и телемеханика, 1941, № 2. — С. 15-24.
- Шестаков В. И. Алгебра двухполюсных схем, построенных исключительно из двухполюсников (алгебра А-схем) // Журнал техн. физики, 1941, Т.11, № 6. — С. 532—549.